# Rosmyslow-Nunatakker
Die Rosmyslow-Nunatakker (russisch Нунатаки Розмыслова Nunataki Rosmyslowa) sind eine Gruppe von Nunatakkern im ostantarktischen Mac-Robertson-Land. In den Prince Charles Mountains ragen sie südöstlich des Armonini-Nunataks auf.
Russische Wissenschaftler benannten sie. Namensgeber ist russische Seefahrer und Polarforscher Fjodor Rosmyslow († 1771).